# La Drôme Classic 2020
La Drôme Classic 2020 fou la 8a edició de La Drôme Classic. La cursa es va disputar l'1 de març de 2020 i formava part del calendari de l'UCI ProSeries 2020 amb una categoria 1.Pro.
El vencedor final fou l'australià Simon Clarke (EF Pro Cycling), que s'imposà a l'esprint als seus companys d'escapada, Warren Barguil (Arkéa-Samsic) i Vincenzo Nibali (Trek-Segafredo), segon i tercer respectivament.

## Equips
En aquesta edició hi van prendre part 20 equips:
| WorldTeams (7)- AG2R La Mondiale - Cofidis - Deceuninck-Quick Step - EF Pro Cycling - Groupama-FDJ - NTT Pro Cycling - Trek-Segafredo ProTeams (12)- Arkéa-Samsic - B&B Hotels-Vital Concept p/b KTM - Bingoal-Wallonie Bruxelles - Burgos-BH - Caja Rural-Seguros RGA - Circus-Wanty Gobert - Euskaltel-Euskadi - Nippo Delko One Provence - Rally Cycling - Riwal Readynez - Total Direct Énergie - Vini Zabù-KTM Equip continental- Saint Michel-Auber 93 |
| |

## Classificació final
| \| Classificació general \| Classificació general \| Classificació general \| Classificació general \| Classificació general \| \| Corredor \| Corredor \| Equip \| Temps \| \| \| --------------------- \| ------------------------- \| ---------------------- \| --------------------- \| --------------------- \| \| 1r \| Simon Clarke \| EF Pro Cycling \| 5h 17' 11" \| \| \| 2n \| Warren Barguil \| Arkéa-Samsic \| + 0" \| \| \| 3r \| Vincenzo Nibali \| Trek-Segafredo \| + 2" \| \| \| 4t \| Guillaume Martin \| Cofidis \| + 26" \| \| \| 5è \| Benoît Cosnefroy \| AG2R La Mondiale \| + 26" \| \| \| 6è \| Gonzalo Serrano Rodríguez \| Caja Rural-Seguros RGA \| + 36" \| \| \| 7è \| Julien Simon \| Total Direct Énergie \| + 36" \| \| \| 8è \| Sean Bennett \| EF Pro Cycling \| + 36" \| \| \| 9è \| Tanel Kangert \| EF Pro Cycling \| + 36" \| \| \| 10è \| Lilian Calmejane \| Total Direct Énergie \| + 36" \| \| |                           |                        |            |
| |                           |                        |            |
| Font: ProCyclingStats |                           |                        |            |
| Classificació general |                           |                        |            |
| Corredor | Corredor                  | Equip                  | Temps      |
| 1r | Simon Clarke              | EF Pro Cycling         | 5h 17' 11" |
| 2n | Warren Barguil            | Arkéa-Samsic           | + 0"       |
| 3r | Vincenzo Nibali           | Trek-Segafredo         | + 2"       |
| 4t | Guillaume Martin          | Cofidis                | + 26"      |
| 5è | Benoît Cosnefroy          | AG2R La Mondiale       | + 26"      |
| 6è | Gonzalo Serrano Rodríguez | Caja Rural-Seguros RGA | + 36"      |
| 7è | Julien Simon              | Total Direct Énergie   | + 36"      |
| 8è | Sean Bennett              | EF Pro Cycling         | + 36"      |
| 9è | Tanel Kangert             | EF Pro Cycling         | + 36"      |
| 10è | Lilian Calmejane          | Total Direct Énergie   | + 36"      |